# Koltunovski
Koltunovski (en rus: Колтуновский) és un poble (un possiólok) del krai de Stàvropol, a Rússia, que en el cens del 2010 tenia 63 habitants. Pertany al districte rural de Zelenokumsk.